# Laboratoire souterrain à bas bruit de Rustrel - Pays d’Apt
Le laboratoire souterrain à bas bruit de Rustrel - Pays d’Apt (LSBB) est un laboratoire de recherche fondé en 1997 à Rustrel dans le Vaucluse. Il réutilise les anciennes installations souterraines déclassées de la composante terrestre de la Force de frappe nucléaire du plateau d'Albion, profitant d'un environnement exceptionnel en matière de bruit, à l’abri de toute exposition électromagnétique.

## Histoire

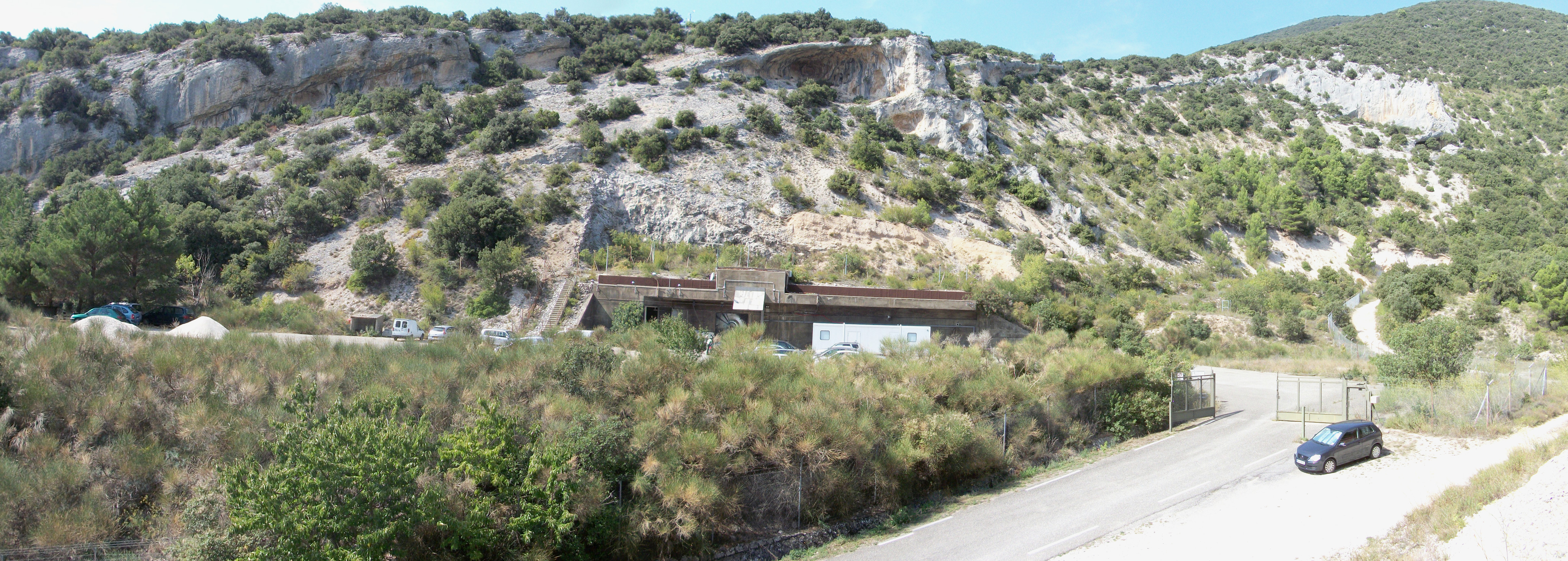
Le site du LSBB à Rustrel.

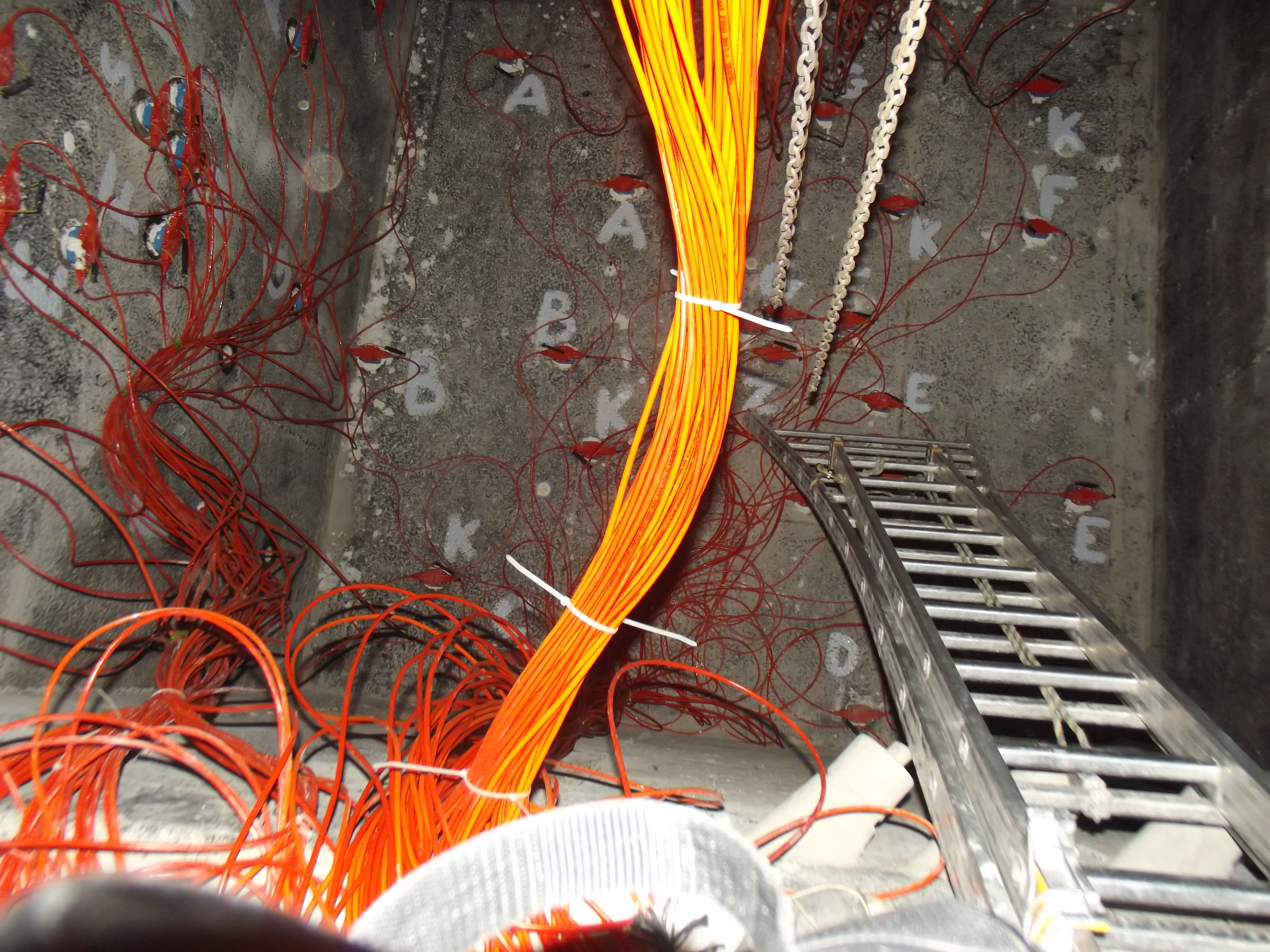
Mouvement du sol.

De 1972 à 1996 le plateau d'Albion abritait la composante terrestre de la Force de frappe nucléaire, basée sur des missiles balistiques intercontinentaux emportant des têtes nucléaires. 
Sous le plateau, l'armée française avait creusé plusieurs kilomètres de galeries souterraines pour contenir le poste de tir de ces missiles. Ce complexe avait été conçu pour pouvoir encaisser une frappe nucléaire sur le plateau, et être capable de répliquer en tirant les missiles. Au bout de la galerie souterraine était située le poste de conduite de tir no 1, contenu dans une capsule blindée (cage de Faraday). 
En 1996, le président de la République, Jacques Chirac annonce la fin et le démantèlement de la composante terrestre nucléaire de la dissuasion nucléaire. Après 25 ans de service opérationnel, les installations du plateau d'Albion sont alors déclassées et sans emploi.  
Le site est repris et transformé en laboratoire scientifique par la Communauté de Communes du Pays d'Apt, le département du Vaucluse, la région Provence-Alpes-Côte d'Azur, les universités de Nice Sophia Antipolis, Avignon et Marseille, le CNRS-INSU, l'Université de Colombie-Britannique à Vancouver et le département Géosciences de l'Université de Berkeley. 
Il est fondé par Georges Waysand en 1997 et le directeur actuel[Quand ?] est Stéphane Gaffet, sismologue CNRS à Géosciences Azur, Sophia Antipolis.

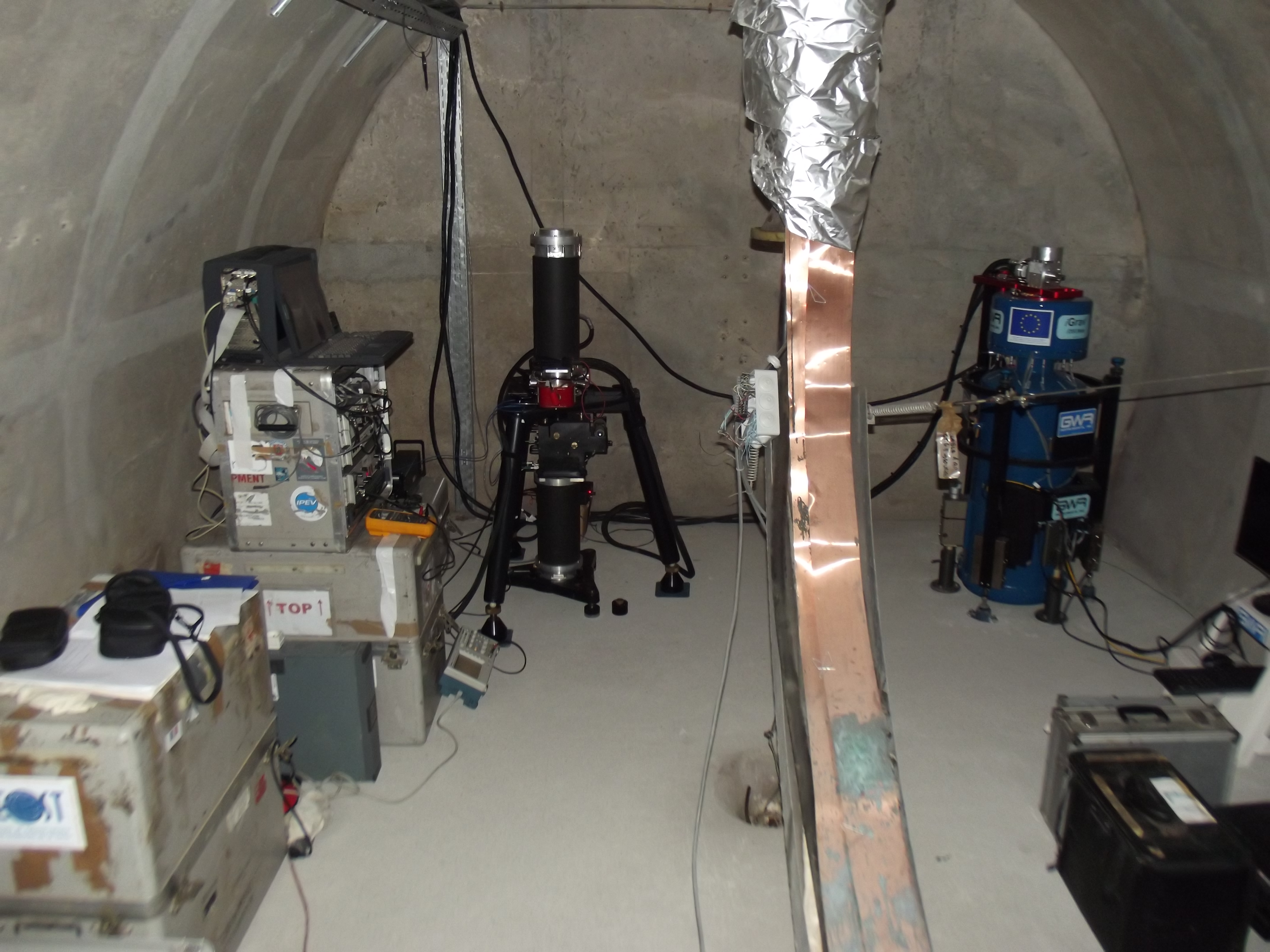
Gravimétrie.

## Caractéristiques

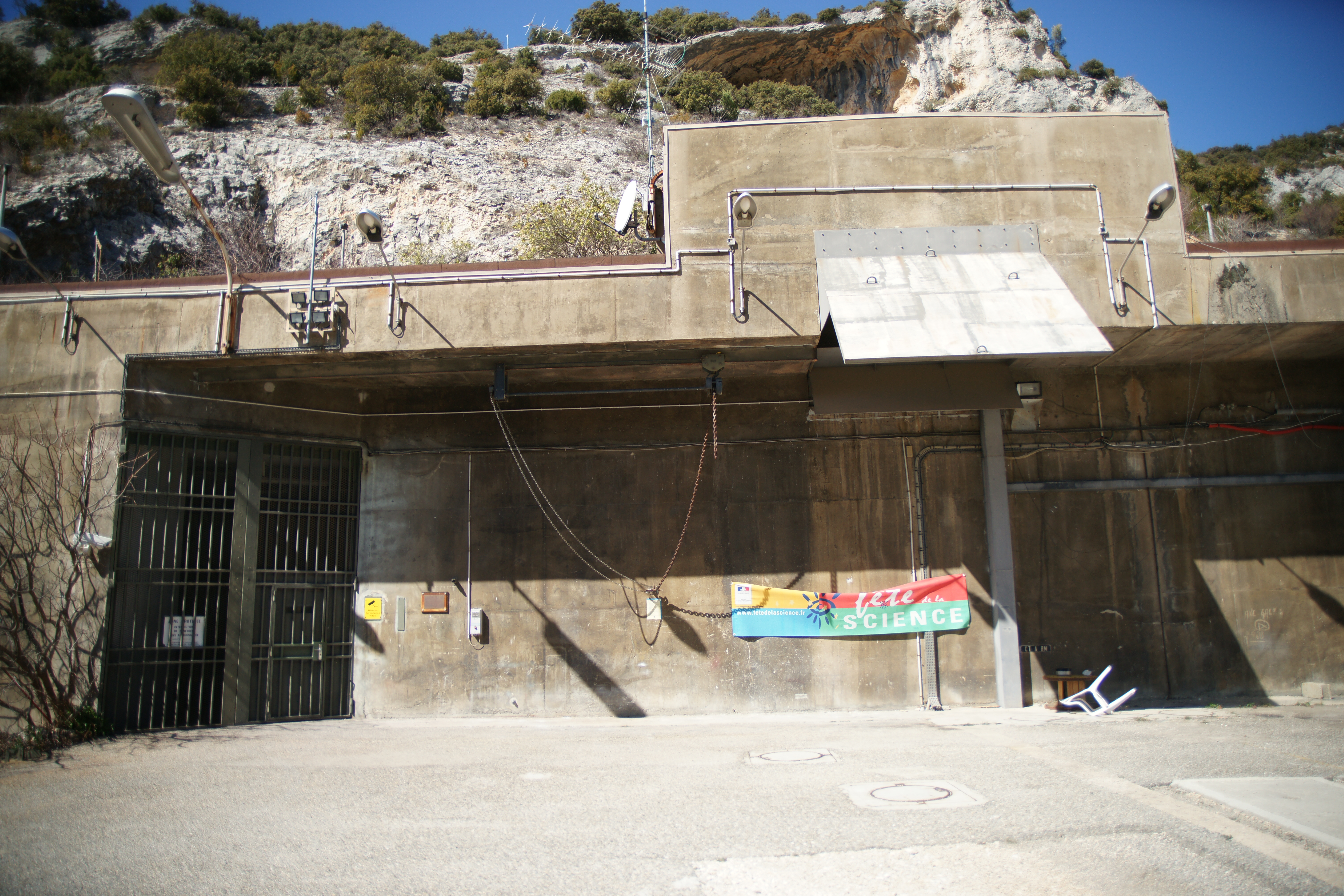
Entrée LSBB.

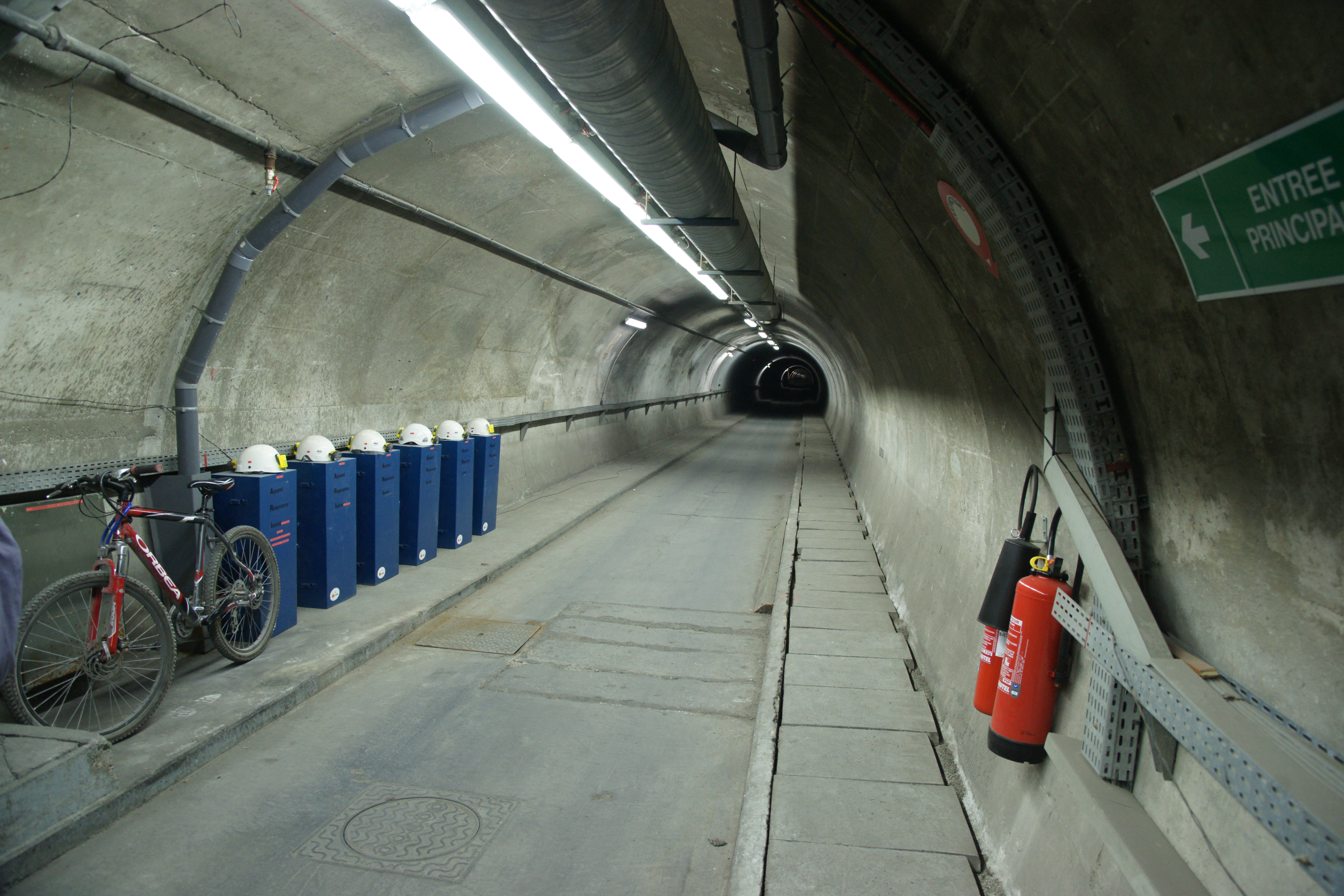
Tunnel du LSBB.

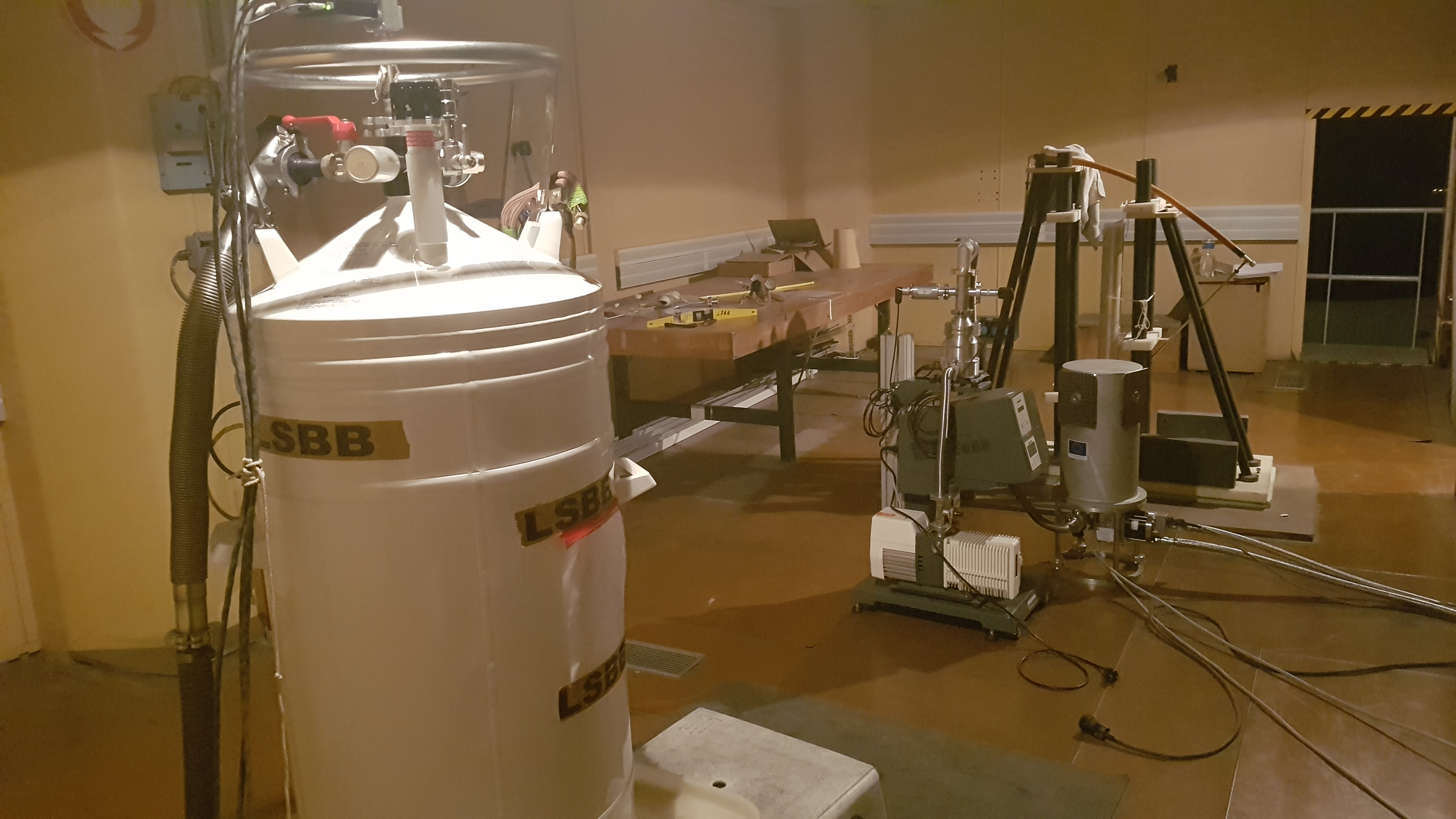
Magnétomètre placé dans la capsule blindée.

Le LSBB offre sous 518 mètres de roches karstiques une combinaison unique d’équipement technique et de calme environnemental qui en font un outil sans équivalent. En effet, la radioactivité de la roche y est faible, le spectre des excitations sismiques y est voisin du minimum théorique mondial, la stabilité sur plusieurs heures de l’accélération de la pesanteur est une des meilleures au monde traduisant l’absence de transfert de masse dans son voisinage. 
La capsule blindée, entièrement durcie, dans laquelle se tenaient les officiers de tir a un niveau de bruit électromagnétique au-dessus de 50 Hz inférieur à 2 fT/√Hz (100 fois moins que le bruit émis par un cerveau humain dans sa phase de sommeil la plus calme). Tous ces paramètres, surveillés en permanence, permettent de discriminer la nature d’un événement fortuit ; il devient possible, lorsqu’un événement anormal est détecté, de décider s’il est issu d’un processus interne au système ou s’il résulte d’une perturbation environnementale externe. Comme exemples récents, citons les développements dans les activités suivantes :
- prospectives en électro-encéphalographie[1] ;
- recherche de la masse manquante de l'Univers (matière noire)[2].

Cette capacité de discrimination de l’origine d’un événement anormal est essentielle pour la mise au point de protocoles instrumentaux très sensibles, pour la détection et la compréhension des événements rares.

## Thématiques de recherche au LSBB
- Hydrogéologie du karst : UMR EMMAH Environnement Méditerranéen et Modélisation des Agro-Hydrosystèmes[3]

Peu de systèmes karstiques permettent un accès à leur zone non saturée (ZNS) et donc à l'étude de cette dernière. Selon ses dimensions, c’est pourtant un élément important dans le fonctionnement du système.
Le LSBB offre un accès unique à la ZNS du bassin de la Fontaine de Vaucluse (de 30  à   500 m de profondeur). Il fournit également la méso-échelle et le cadre interdisciplinaire indispensables à la caractérisation du fonctionnement de cette ZNS.
- sismologie, effets de site des tremblements de terre[4] ;

- étude des bons protocoles pour le stockage du dioxyde de carbone[5] ;

- imagerie micro-ondes du milieu géophysique[6] ;

- matière noire ;

- fiabilité de la microélectronique en collaboration avec XILINX[7] ;

- magnétométrie ionosphérique[8].

La coïncidence de trois thématiques (hydrogéologique, magnétique et sismique) a déjà permis d’identifier une corrélation entre champ magnétique, ondes sismiques et propriétés hydrogéologiques du karst. Les forts tremblements de terre (magnitude supérieure à 7) sont capables d’engendrer des déplacements de l’ordre du millimètre à 10 000 km de distance (téléséisme). 
La sensibilité du magnétomètre implanté au LSBB ([SQUID]²=[Superconducting QUantum Interference Device] with [Shielding QUalified for Ionosphere Detection]) permet d’observer une variation du champ magnétique local synchrone au passage des ondes et consécutive à ce déplacement. Cette variation a été attribuée à un couplage électrocinétique généré dans les eaux d’infiltration du massif karstique entourant le LSBB.
- détection des sprites.

## Infrastructure
4 km de galeries subhorizontales creusées dans le massif calcaire karstifié au cœur de la ZNS, dont 300 m de galerie anti-souffle à 280 m de profondeur avec un accès facilité à la roche uniquement recouverte d’un flocage en ciment et une nouvelle galerie de 2 × 150 mètres destinée à l'observation des ondes gravitationnelles.http://miga-project.org/
Deux axes de galeries approximativement perpendiculaires (80°) offrant des portions rectilignes de 800 m et 1 250 m de long,
Cinq forages carottés de 21 m de profondeur et 146 mm de diamètre, 280 m sous la surface du sol, destinés à l’instrumentation des processus associés aux déformations poroélastiques et aux tests de capteurs en forage,
Un environnement blindé électromagnétiquement dont une cavité durcie de 28 m de long sur 8 m de diamètre, filtrant les fluctuations du champ magnétique terrestre pour les fréquences supérieures à 50 Hz avec un champ résiduel inférieur à 2 x 10-15 T[Quoi ?].
Distribution du temps GPS (trame NMEA et pulses) par fibre optique dans toutes les galeries.
Réseau Internet Gigabit par fibre optique dans l’ensemble des galeries, connecté par forage à la surface au sommet du massif dans lequel se trouve le LSBB, avec un accès à 600 Mb/s vers l’extérieur.
Salles isolées pour l’installation de capteurs offrant synchronisation en temps, alimentation en énergie, accès Internet et téléphonie.
Salle propre, pour le montage de détecteurs nécessitant des conditions de pureté optimale (ex. : détecteur SIMPLE[Quoi ?], purification de l’eau de l’inclinomètre longue base LINES[Quoi ?]…),
En surface, accès à la totalité des aplombs des galeries et infrastructure au sommet de l’ouvrage pouvant accueillir du matériel d’observation (équipement identique à celui des galeries).
Système de référence géographique dans l’ensemble des galeries, déployé par l’IGN depuis 2002 et rattaché au référentiel géographique Français (RGF[Quoi ?] 93).
Alimentation 220 V et 380 V durcie dans toutes les galeries et dans la galerie anti-souffle.
Alimentation en eau possible dans toutes les galeries.

## Science et société
Le LSBB participe aux journées du patrimoine (650 personnes ont fréquenté l’établissement en 2010, 1100 en 2016).[réf. souhaitée]
Le LSBB est le créateur des conférences internationales biannuelles iDUST. L'organisation de certaines cessions (2008, 2010, 2012) a été construite en collaboration avec le Vélo Théâtre d’Apt et la mairie d'Apt, avec un lien entre recherches scientifique et artistique accessible au public. L'édition 2010 a donné lieu à la représentation du spectacle Le t de n-1 de la troupe en résidence Les Ateliers du Spectacle. 
Le LSBB a été partenaire du projet culturel intercommunal du pays d’Apt et travaille avec l’artiste résident Utopies.
Le LSBB a collaboré avec l'école primaire de Rustrel. Les différents travaux des élèves sur le laboratoire sont visualisables sur le site web de l'école.

## Patrimoine
Le laboratoire de Rustrel représente 4 km de tunnels et 53 ha en surface. Le site à proprement parler est la propriété de la communauté de communes du Pays d'Apt-Luberon (CCPAL), le CNRS bénéficiant d'un bail emphytéotique pour son occupation.
C'est un patrimoine national exceptionnel du XXe siècle. La construction et la réalisation de tout le complexe militaire du Plateau d'Albion fut à l'époque le plus grand chantier d'Europe.
La partie emblématique reste incontestablement la capsule blindée de 1 250 m3 où siégeaient deux officiers de tir en attente d'un éventuel ordre de tir de la part du Président de la République.